# Maria Maia dos Reis e Costa

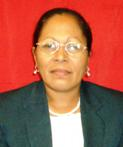
Maria Maia dos Reis e Costa

Maria Maia dos Reis e Costa (* 31. Mai 1958 in Baucau, Portugiesisch-Timor) ist eine Politikerin aus Osttimor. Sie ist Mitglied der FRETILIN und war 1975 eine der Gründungsmitglieder der Frauenorganisation der Partei, die Organização Popular de Mulheres Timorense (OPMT).
Reis e Costa absolvierte ein Studium der Lehrwissenschaften an der Universidade Nasionál Timór Lorosa'e (UNTL). Während der indonesischen Besatzung war sie als Mitglied der Organização Popular da Mulher Timorense (OPMT) eine der Brigadistas, freiwillige Lehrer, die Erwachsenen und Kindern Lesen und Schreiben neben revolutionäres Gedankengut beibrachten.
Von 2007 bis 2012 war sie Abgeordnete im Nationalparlament Osttimors. Dort war sie Mitglied der Kommission für Landwirtschaft, Fischerei, Forstwirtschaft, Natürliche Ressourcen und Umwelt (Kommission D).